# Správní obvod obce s rozšířenou působností Kutná Hora
Správní obvod obce s rozšířenou působností Kutná Hora je od 1. ledna 2003 jedním ze dvou správních obvodů rozšířené působnosti obcí v okrese Kutná Hora ve Středočeském kraji. Čítá 51 obcí.
Města Kutná Hora, Uhlířské Janovice a Zruč nad Sázavou jsou obcemi s pověřeným obecním úřadem.

## Seznam obcí
Poznámka: Města jsou vyznačena tučně, městyse kurzívou.
- Bernardov
- Bludov
- Bohdaneč
- Církvice
- Černíny
- Červené Janovice
- Čestín
- Dolní Pohleď
- Hlízov
- Horka II
- Chabeřice
- Chlístovice
- Kácov
- Kobylnice
- Košice
- Křesetice
- Kutná Hora
- Ledečko
- Malešov
- Miskovice
- Nepoměřice
- Nové Dvory
- Onomyšl
- Opatovice I
- Paběnice
- Pertoltice
- Petrovice I
- Petrovice II
- Podveky
- Rašovice
- Rataje nad Sázavou
- Řendějov
- Samopše
- Slavošov
- Soběšín
- Staňkovice
- Sudějov
- Suchdol
- Svatý Mikuláš
- Štipoklasy
- Třebětín
- Uhlířské Janovice
- Úmonín
- Úžice
- Vavřinec
- Vidice
- Vlastějovice
- Záboří nad Labem
- Zbizuby
- Zbraslavice
- Zruč nad Sázavou

## Obyvatelstvo
| Rok  | Obyv.  | ± %    |
| ---- | ------ | ------ |
| 1869 | 69 742 | —      |
| 1880 | 69 831 | +0,1 % |
| 1890 | 69 611 | −0,3 % |
| 1900 | 70 728 | +1,6 % |
| 1910 | 69 493 | −1,7 % |

| Rok  | Obyv.  | ± %     |
| ---- | ------ | ------- |
| 1921 | 66 766 | −3,9 %  |
| 1930 | 62 822 | −5,9 %  |
| 1950 | 53 464 | −14,9 % |
| 1961 | 53 544 | +0,1 %  |
| 1970 | 51 771 | −3,3 %  |

| Rok  | Obyv.  | ± %    |
| ---- | ------ | ------ |
| 1980 | 52 192 | +0,8 % |
| 1991 | 50 447 | −3,3 % |
| 2001 | 49 251 | −2,4 % |
| 2011 | 48 722 | −1,1 % |
| 2021 | 49 474 | +1,5 % |